# Jüdischer Friedhof (Baiersdorf)

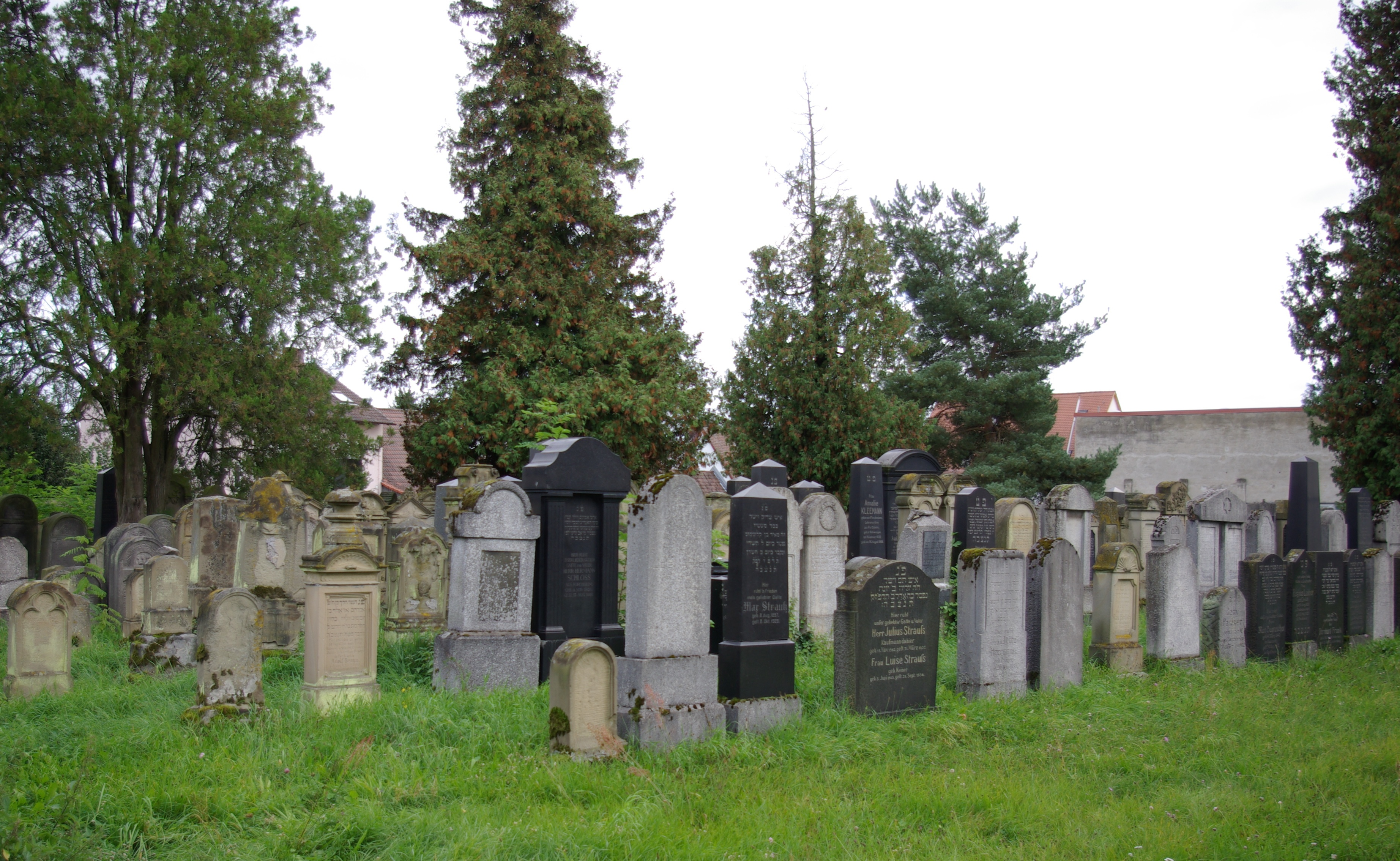
Jüdischer Friedhof in Baiersdorf, 2010

Der Jüdische Friedhof in Baiersdorf im Landkreis Erlangen-Höchstadt (Bayern) liegt mitten im Ort.

## Beschreibung
Auf dem 4756 m² großen Friedhof, der südlich des evangelischen Friedhofs liegt, befinden sich auf drei Gräberfeldern etwa 1130 Grabsteine, darunter zahlreiche aus dem 18. Jahrhundert. Der älteste Grabstein stammt aus dem Jahr 1684, der jüngste aus dem Jahr 1937. Der Friedhof ist von einer massiven Steinmauer umgeben. Das schmiedeeiserne Eingangstor trägt einen Davidstern.

## Geschichte
Der Friedhof wurde vermutlich bereits Ende des 14. Jahrhunderts (um 1388) angelegt. Für das Jahr 1529 wird eine jüdische Begräbnisstätte genannt.
In der Zeit des Nationalsozialismus wurde der Friedhof 1937 und während der Novemberpogrome 1938 geschändet.
Für die in der Zeit des Nationalsozialismus umgekommenen Juden aus Baiersdorf und Umgebung wurde 1980 ein Gedenkstein aufgestellt.

## Bestattete Persönlichkeiten
- Jakob Herz (1816–1871), Arzt und Professor